# 오사키역
오사키역(일본어: 大崎駅、おおさきえき)

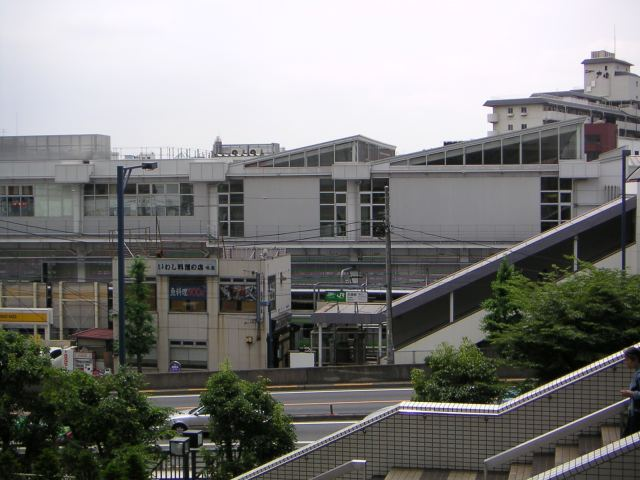
동쪽 출구 (2005년 6월)

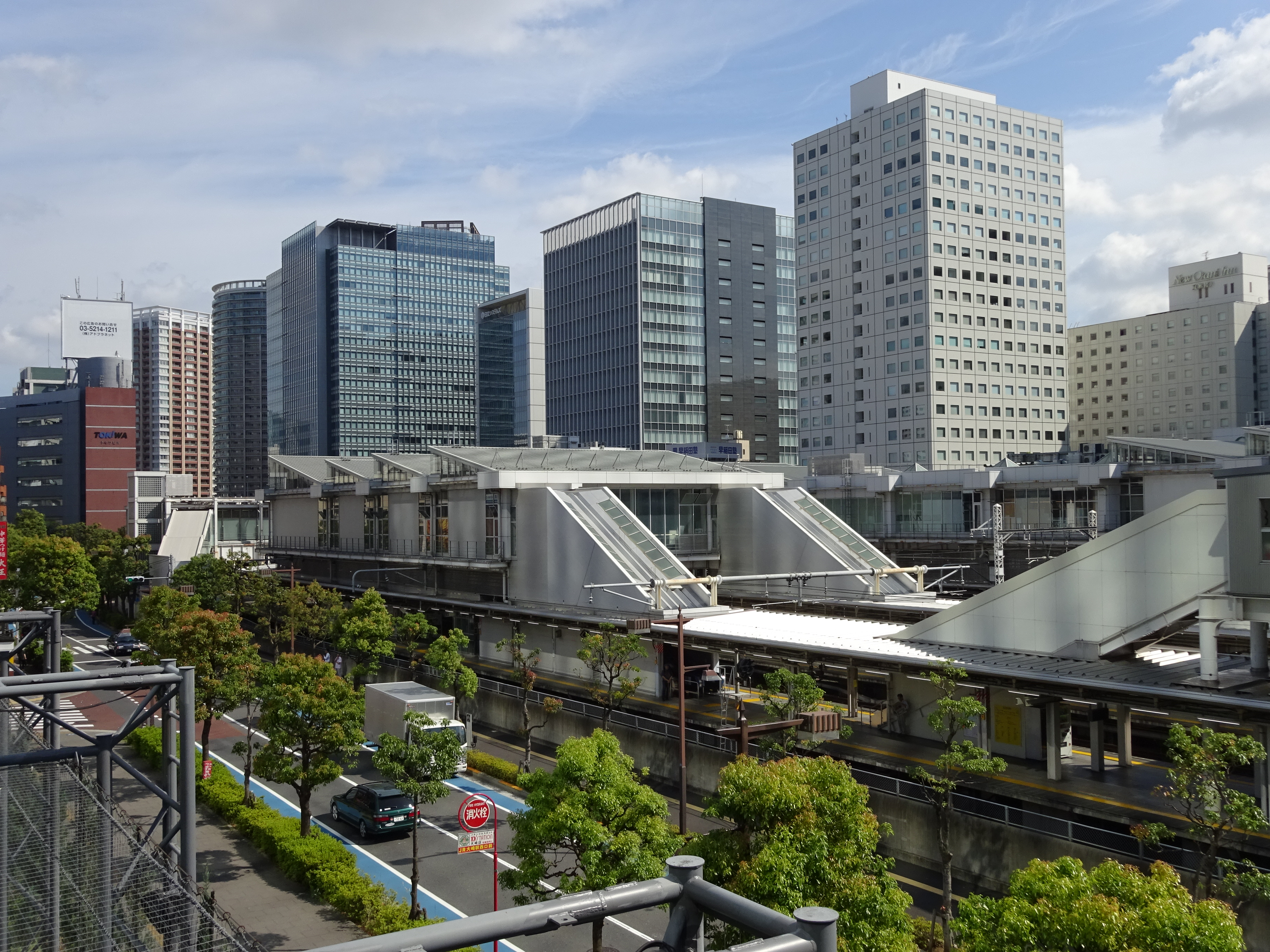
서쪽 출구 (2016년 6월)

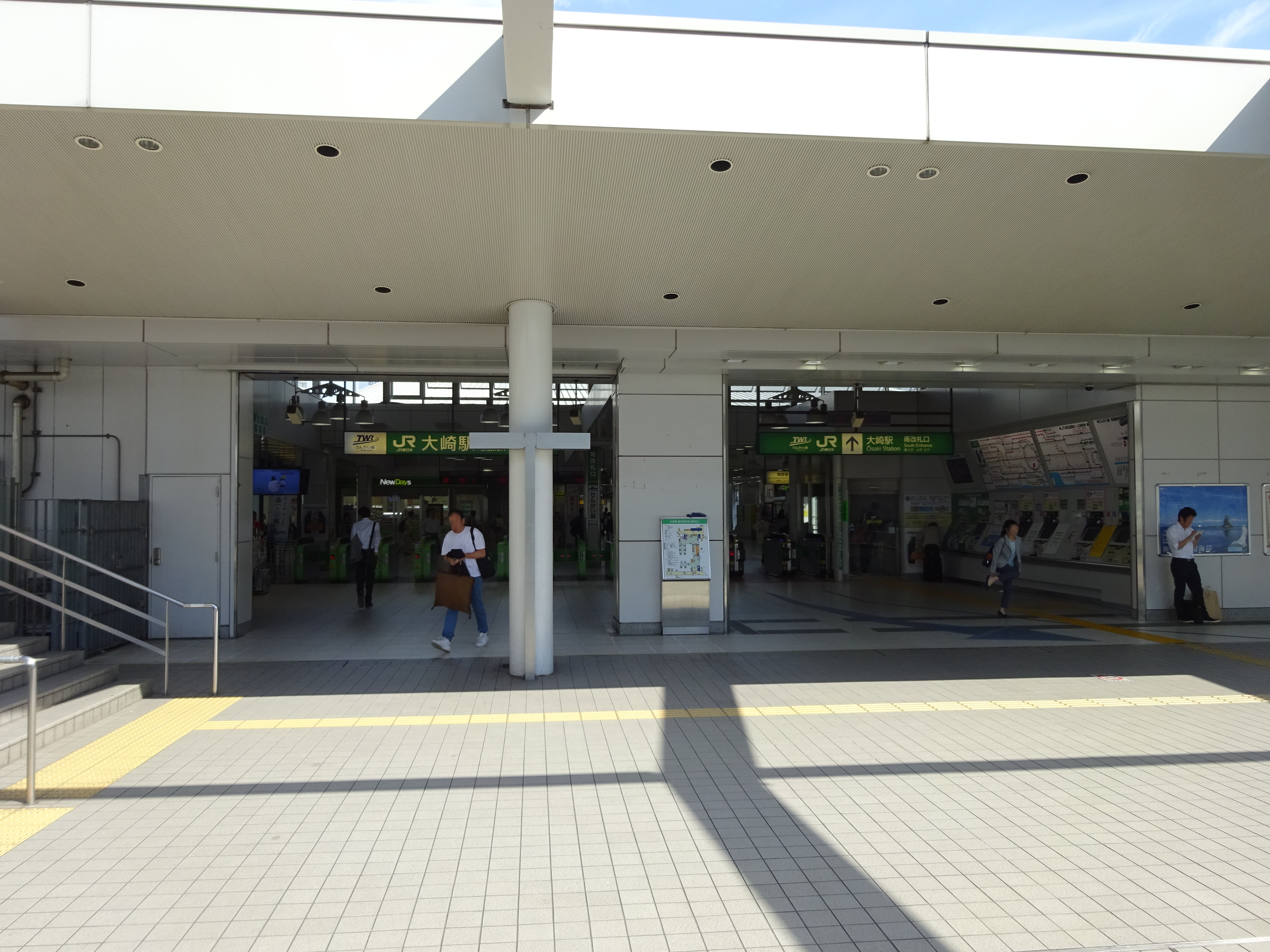
남쪽 출구 (2016년 6월)

(영어: Ōsaki Station)은 일본 도쿄도 시나가와구 오사키 1초메에 있는 동일본 여객철도와 도쿄 임해 고속 철도의 역이다.

## 역사
- 1901년 2월 25일: 일본 철도의 시나가와 선 역으로서 영업을 개시했다. 당시에는 1면 2선이었다.
- 1906년 11월 1일: 국유화에 의해 일본국유철도 소속이 되었다.
- 1909년 10월 21일: 선로 명칭 제정에 따라 야마노테 선의 소속이 되었다.
- 1987년 4월 1일: 민영화에 의해 동일본 여객철도의 소속이 되었다.
- 2001년 11월 18일: 스이카의 사용이 가능해졌다.
- 2002년 12월 1일: 린카이 선의 개통으로 환승역이 되었다.

## 역 구조
4면 8선의 지상역으로 교상 역사를 가지고 있다. 동일본 여객철도의 사이쿄 선과 도쿄 임해 고속 철도의 린카이 선이 상호 직결운행을 하는 관계로, 타는 곳과 개찰구는 양쪽 회사가 꽤 공유하고 있다.
스이카 및 제휴 교통카드의 사용이 가능하다.

### 승강장
| 1・2 | 야마노테 선                            | 시나가와・도쿄・우에노 방면 （2번 타는 곳은 당역 출발)               |
| 3・4 | 야마노테 선                            | 시부야・신주쿠・이케부쿠로 방면（4번 타는 곳은 당역 출발)            |
| 5    | ■린카이 선                             | 도쿄텔레포트・신키바 방면                                            |
| 5    | 소테쓰선 직통                          | 하자와요코하마코쿠다이・에비나 방면                                  |
| 5    | 쇼난 신주쿠 라인（도카이도 선 직결）   | 요코하마・오후나・히라쓰카・오다와라 방면                            |
| 5    | （요코스카 선 직결）                   | 니시오이・신카와사키・요코하마・오후나・즈시 방면                    |
| 6・7 | 사이쿄 선                              | 신주쿠・이케부쿠로・아카바네・오미야・가와고에 선 직결 가와고에 방면 |
| 6・7 | ■린카이 선                             | 도쿄텔레포트・신키바 방면                                            |
| 8    | 사이쿄 선                              | 신주쿠・이케부쿠로・아카바네・오미야・가와고에 선 직결 가와고에 방면 |
| 8    | ■린카이 선                             | 도쿄텔레포트・신키바 방면                                            |
| 8    | 쇼난 신주쿠 라인（우쓰노미야 선 직결） | 신주쿠・이케부쿠로・아카바네・오미야・오야마・우쓰노미야 방면        |
| 8    | （다카사키 선 직결）                   | 신주쿠・이케부쿠로・아카바네・오미야・구마가야・다카사키 방면        |

오사키 역의 배선도

- 5번 타는 곳은 사이쿄 선에서 린카이 선 신키바역까지 운행하는 열차가 진입.(8번 타는 곳은 그 반대의 경우)
- 6,7번 타는 곳은 이 역에서 출발하는 열차가 진입

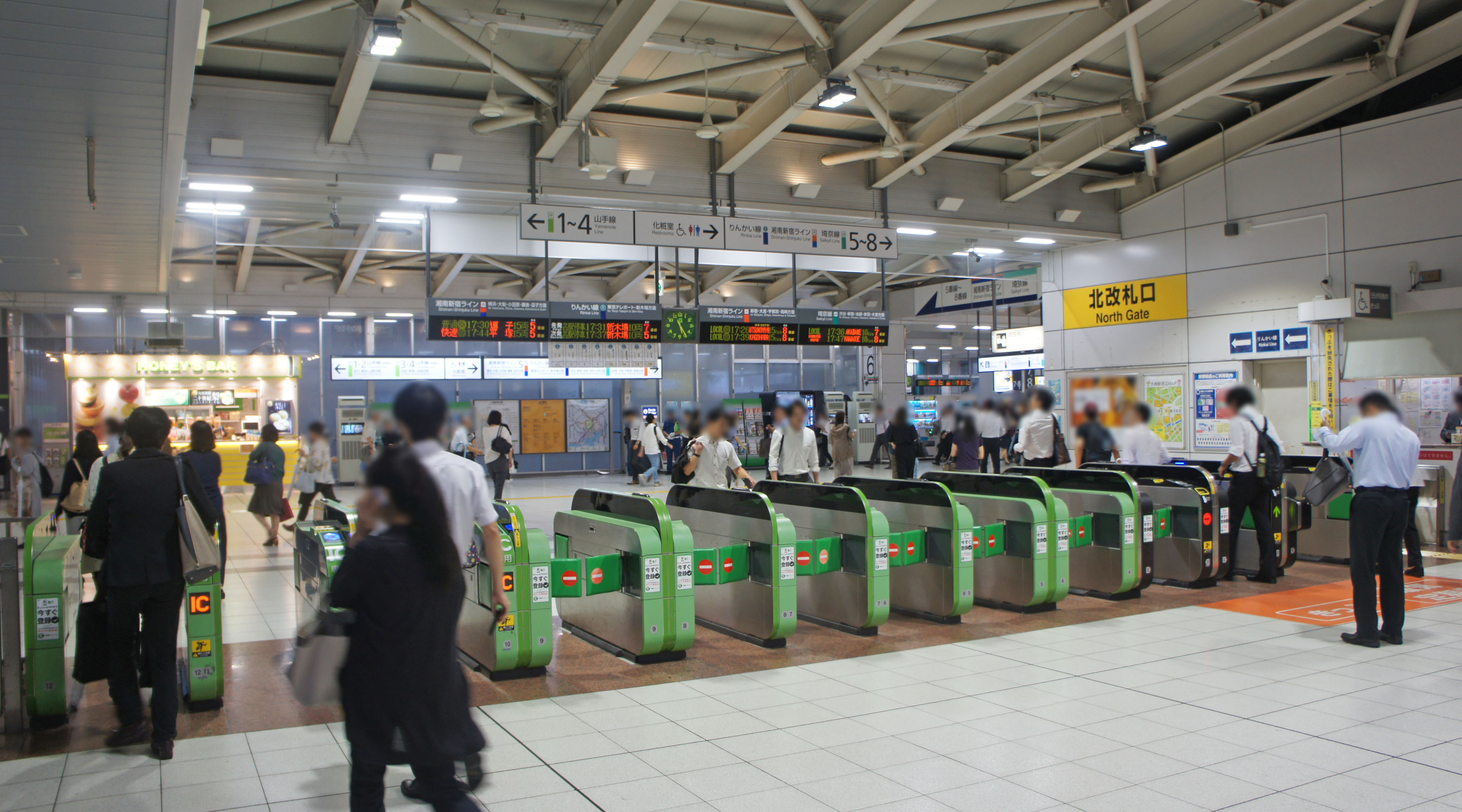
북쪽 개찰구 (2019년 9월)
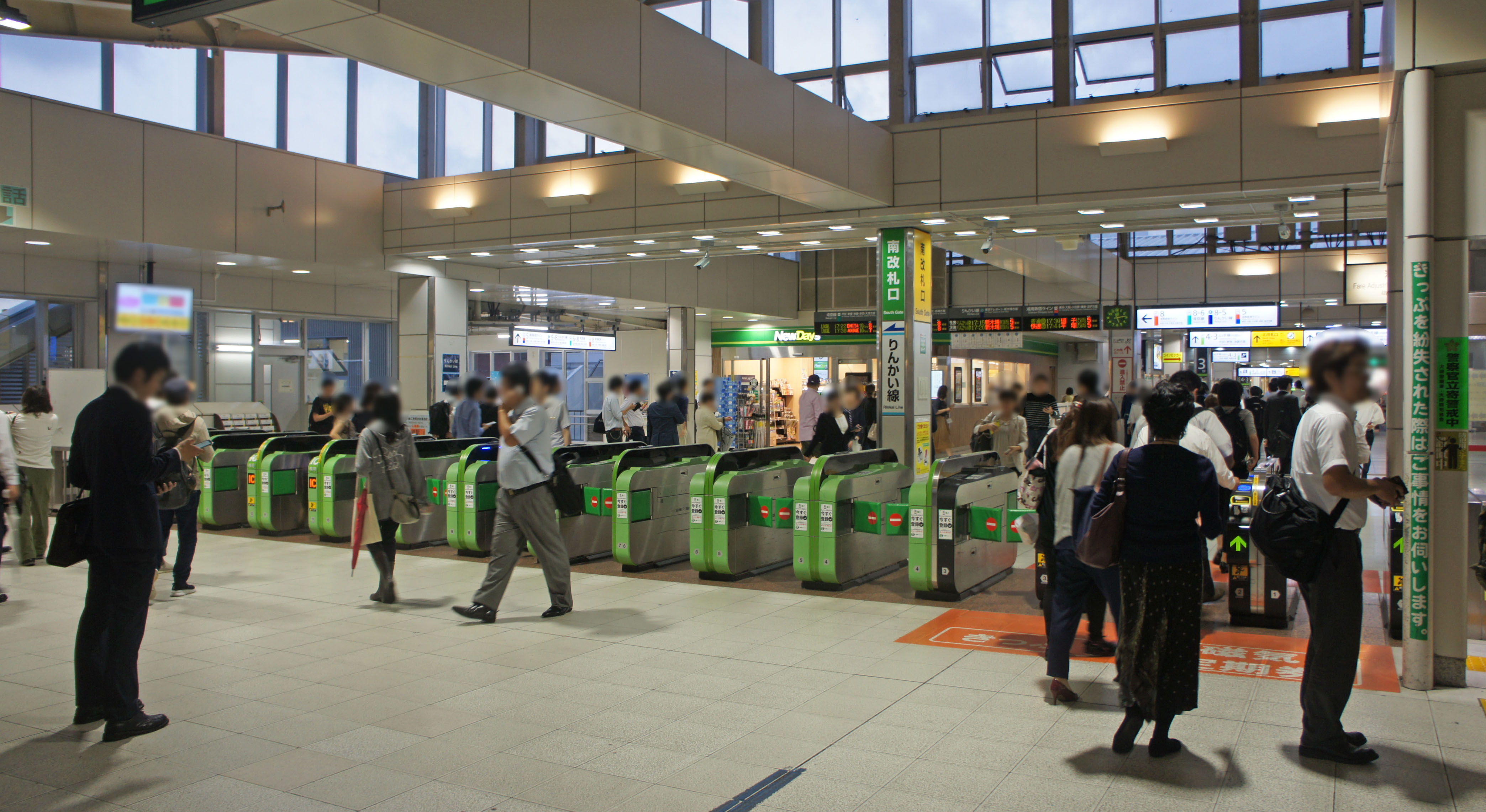
남쪽 개찰구 (2019년 9월)
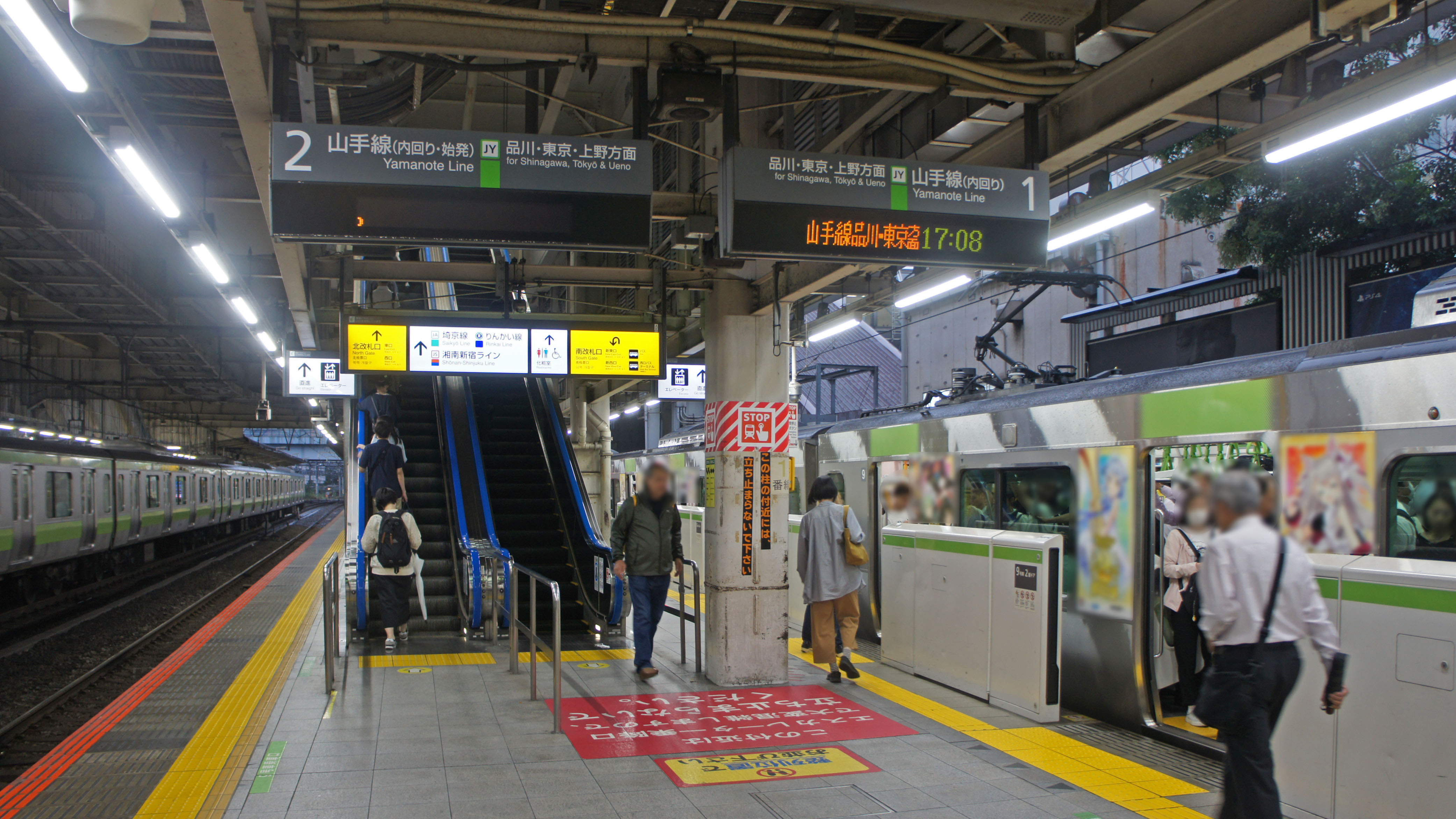
1·2번선 (야마테선) 승강장 (2019년 9월)
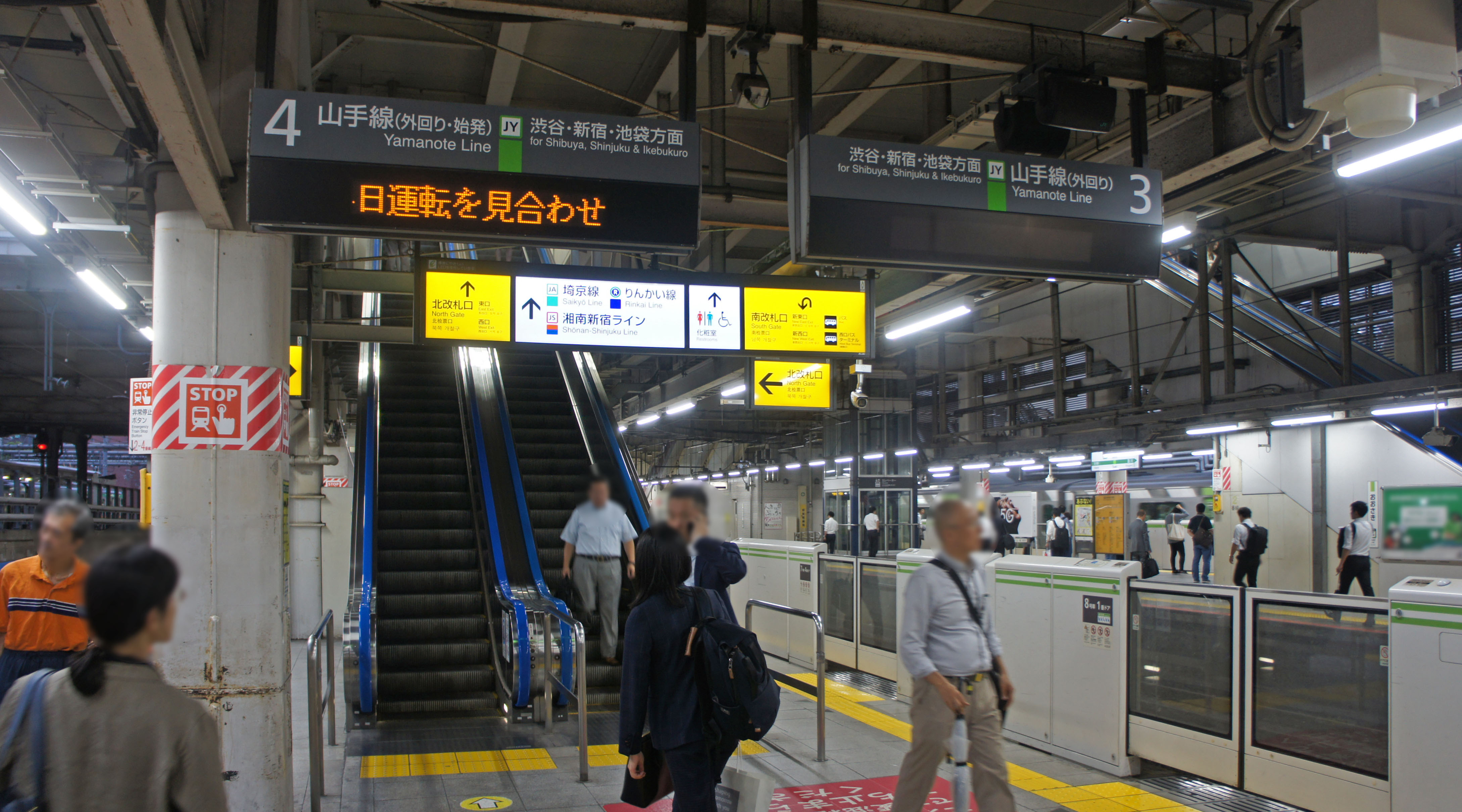
3·4번선 (야마테선) 승강장 (2019년 9월)）
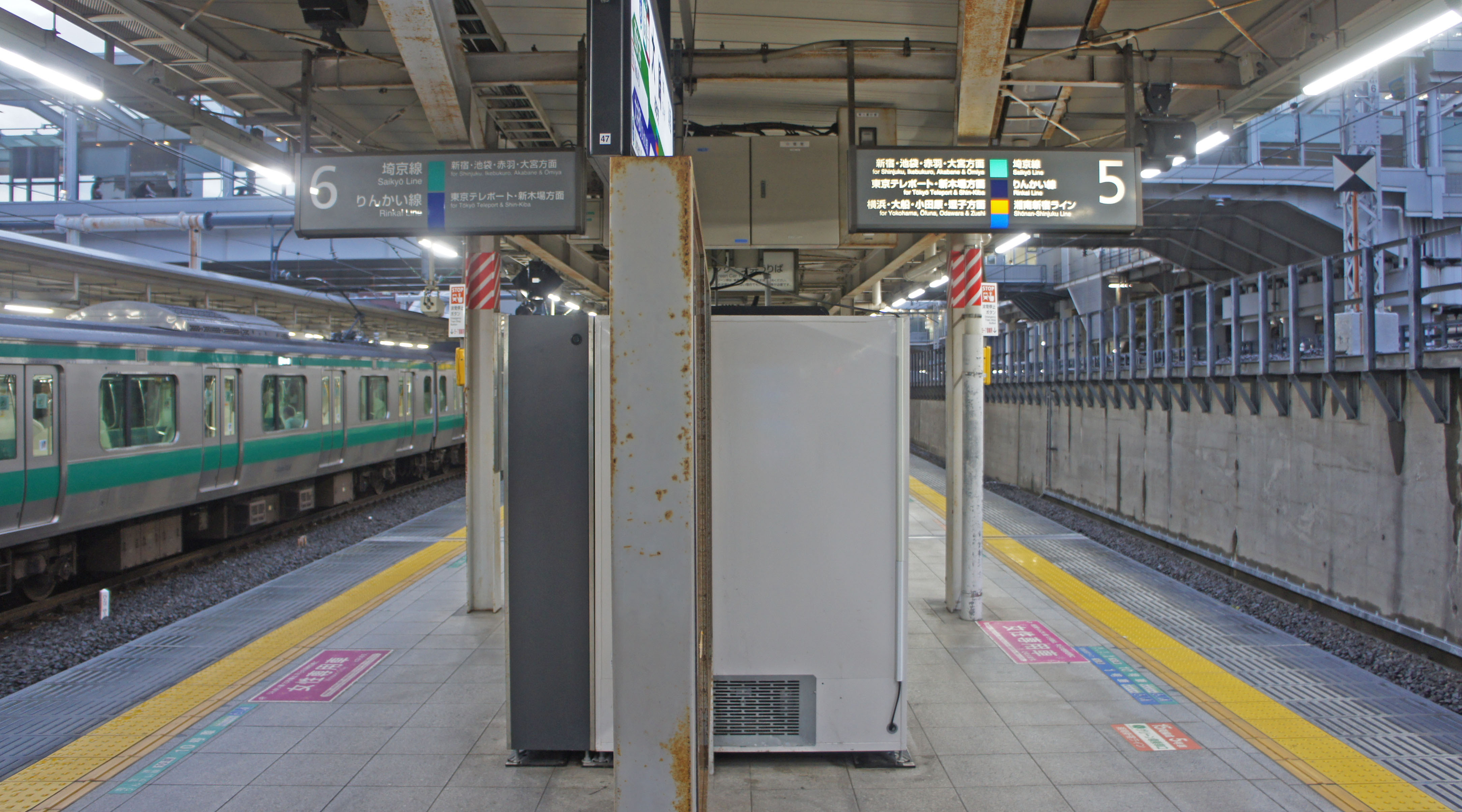
5·6번선 (사이쿄선·린카이선) 승강장 (2019년 9월)
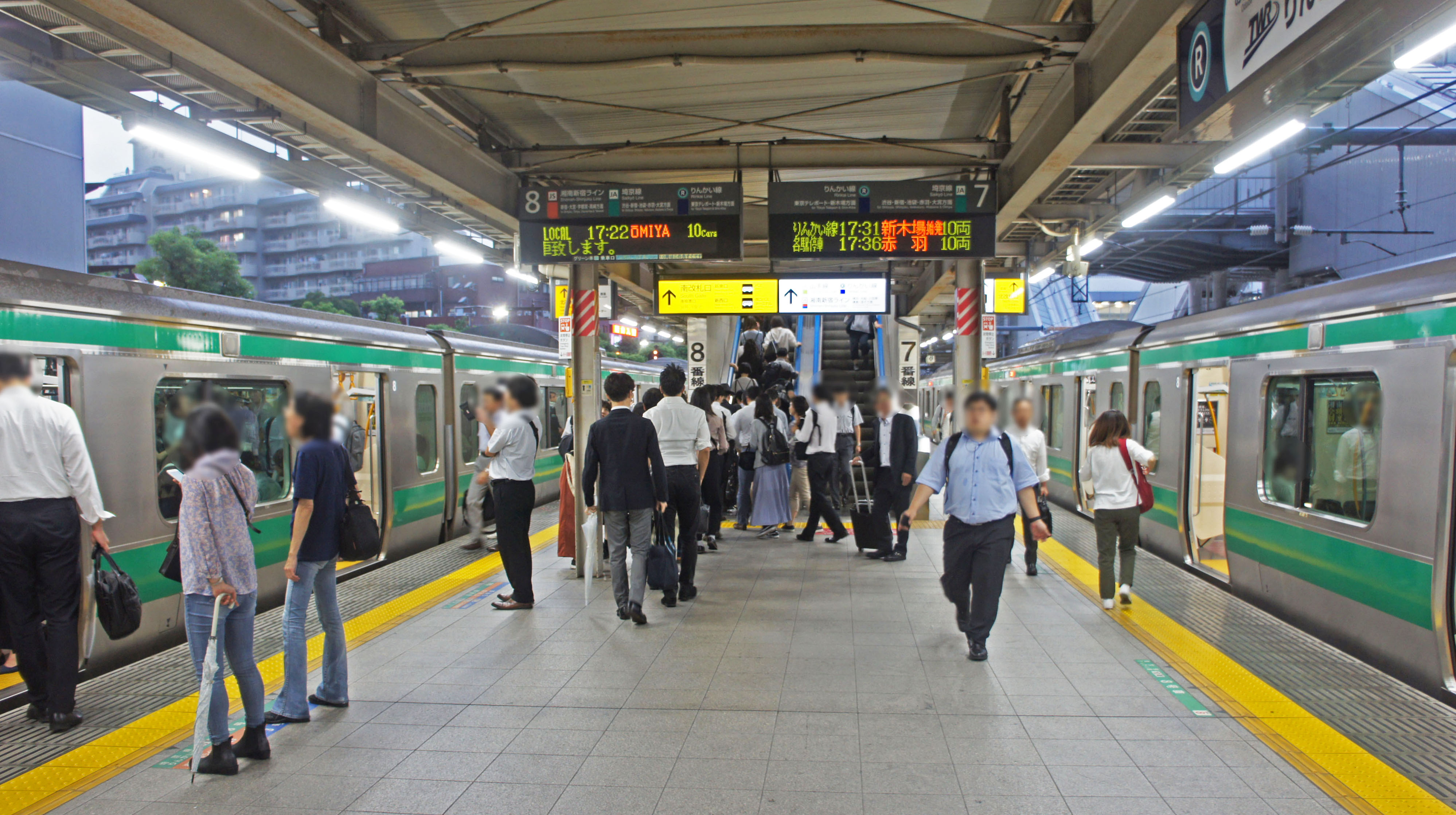
7·8번선 (사이쿄선·린카이선) 승강장 (2019년 9월)
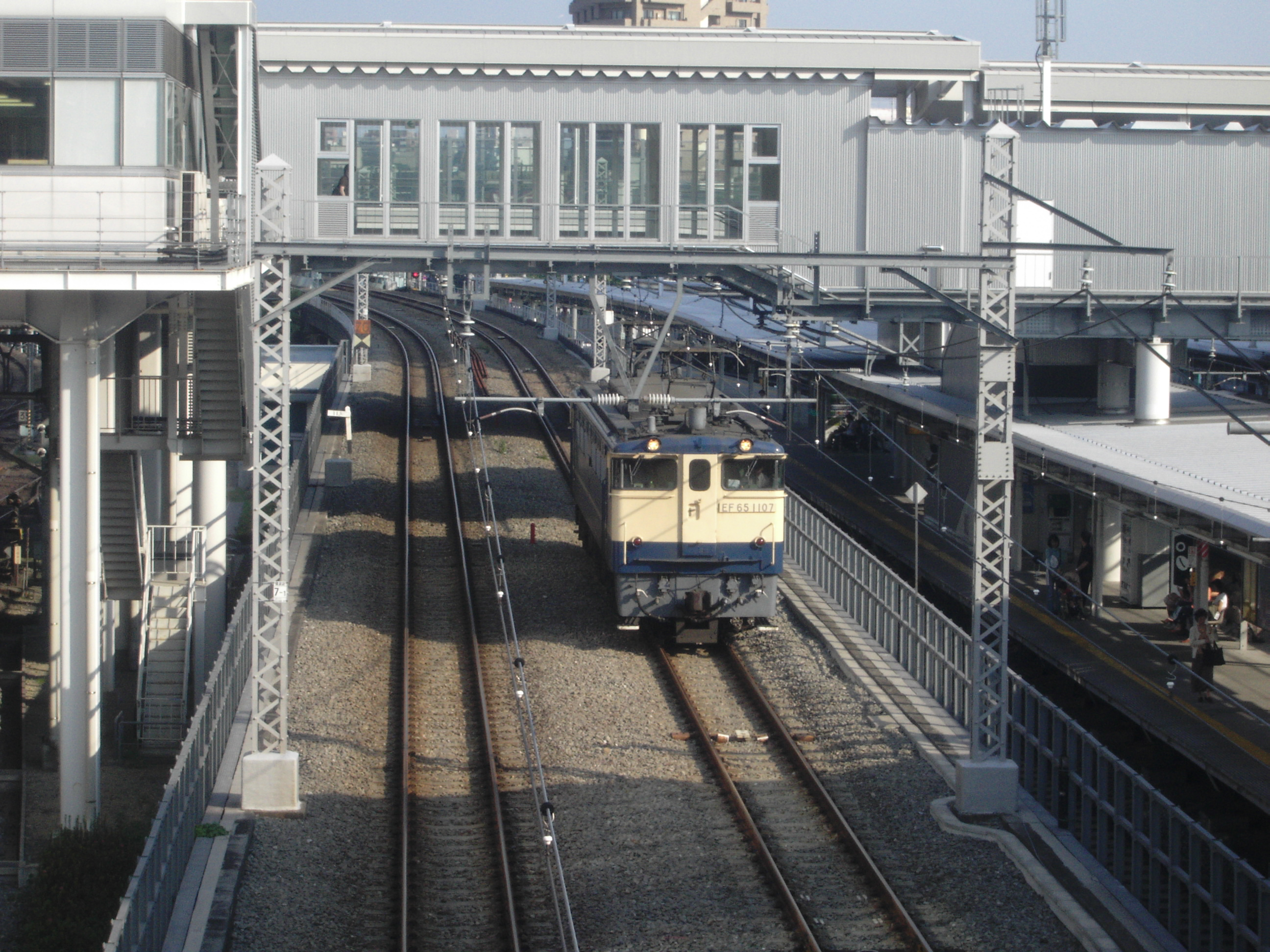
화물선 (2006년 5월)

## 역명판 갤러리

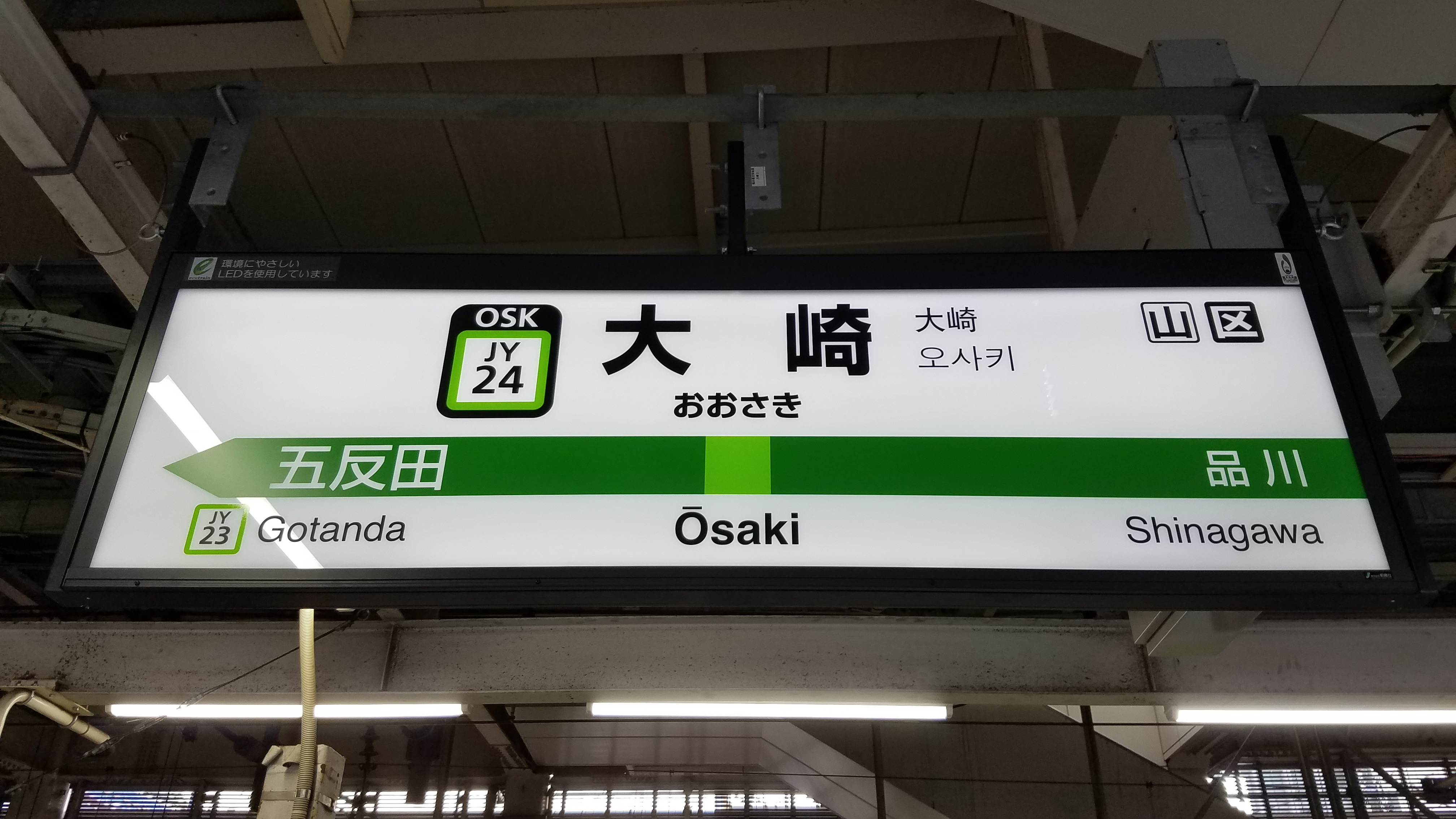
야마노테선
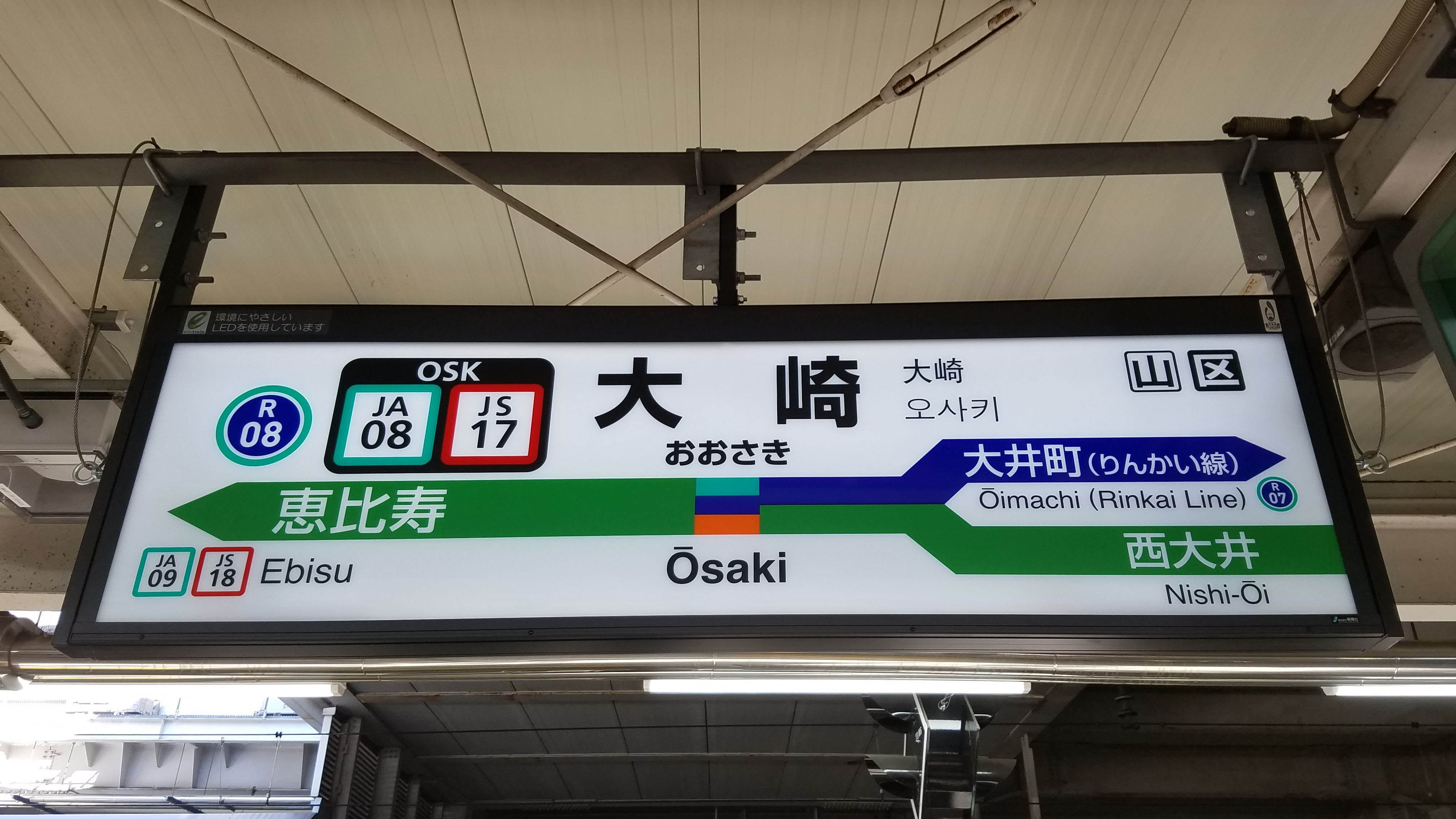
사이쿄선, 쇼난신주쿠라인, 린카이선

## 인접정차역
| 동일본 여객철도 야마노테 선 | 동일본 여객철도 야마노테 선                   | 동일본 여객철도 야마노테 선  |
| --------------------------- | --------------------------------------------- | ---------------------------- |
| JY 25 시나가와 내선 순환    | 야마노테 선                                   | JY 23 고탄다 외선 순환       |
| 동일본 여객철도 사이쿄 선   |                                               |                              |
| R 07 오이마치 신키바 방면   | 린카이 선 사이쿄 선                           | JA 09 에비스 가와고에 방면   |
| JS 16 니시오이 즈시 방면    | 쇼난 신주쿠 라인 도카이도 선·요코스카 선 계통 | JS 18 에비스 우쓰노미야 방면 |

## 역 주변
- 게이트시티 오사키
- 릿쇼 대학